# Vij (mytologie)

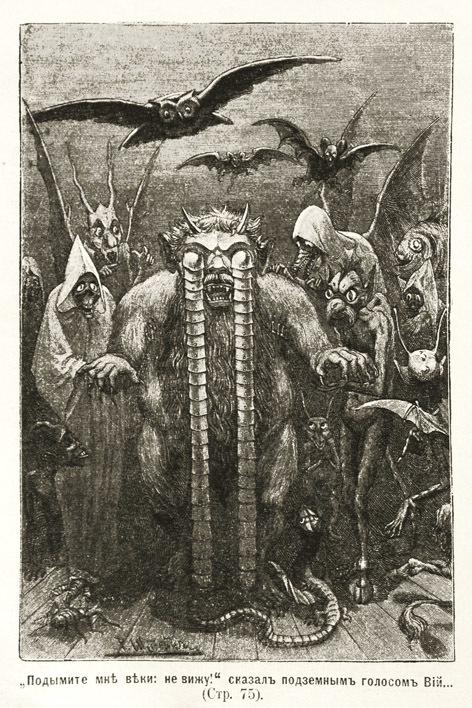
R. Štejn, Vij z ilustrace k povídce Nikolaje Vasiljeviče Gogola, 1901.

Vij (ukrajinsky Вій, rusky Вий) je maloruská mytologická postava, která nevidí, ježto její víčka sahají až k zemi; ale Vij vidí všechno, jestliže mu někdo násilně otevře víčka železnými vedlemi.

## Vij jako bůh větru
Iranista Vasilij Ivanovič Abajev v 50. letech 20. století navrhl hypotézu, podle které jméno Vij, vychází z praslovanského *vějati, „vanout, foukat“, a je tak příbuzné jménům božstev, jako je védský Váju, zarathuštrický Váju a pruský Vejopatis. Vij by tak mohl být bohem větru, přičemž jeho strašlivý charakter vysvětlil Abajev odkazem na zarathuštrického Vájua, který je jak dobrotivým bohem oživujícího dechu, tak nelítostným bohem smrti. Taktéž připomněl postavu z osetské mytologie zvanou waejug, jednookého démona, který střeží železnou bránu podsvětí. Hypotéza byla přijímána až do 70. let, kdy lingvista Oleg Nikolajevič Trubačev navrhl odlišnou etymologii: z ukrajinského vija, „oční řasa“, a další lingvista, Vjačeslav Vsevolodovič Ivanov, odmítl souvislost mezi Vijem a íránským Vájuem, jehož sepětí se smrtí považoval za pouhou náhodu. Ivanov zároveň ale uznal podobnosti mezi Vijem a osetským waejugem, a připojil komparaci z irské a velšské mytologie. V irské tradici se objevuje démonický obr Balor, který má obrovské oční víčko a smrtící pohled, ve velšské zase obr Yspadadden Penkawr, jehož víčka se musí zvedat velkými železnými vidlicemi. Orientalista Jaroslav Vassilkov poukazuje na to, že samotné ukrajinského slovo vija „oční řasa“ má původ ve slovesu „vanout“ a že ambivalentní povaha větru není omezena na zarathuštrického Vájua. Jako další příklady uvádí řecké harpyje, hrozivý charakter védského Vájua a řadu motivů ze slovanského a baltského folklóru. Domnívá se tak že původní Abajevova hypotéza mohla být v zásadě správná.